# Sergiu Anghel

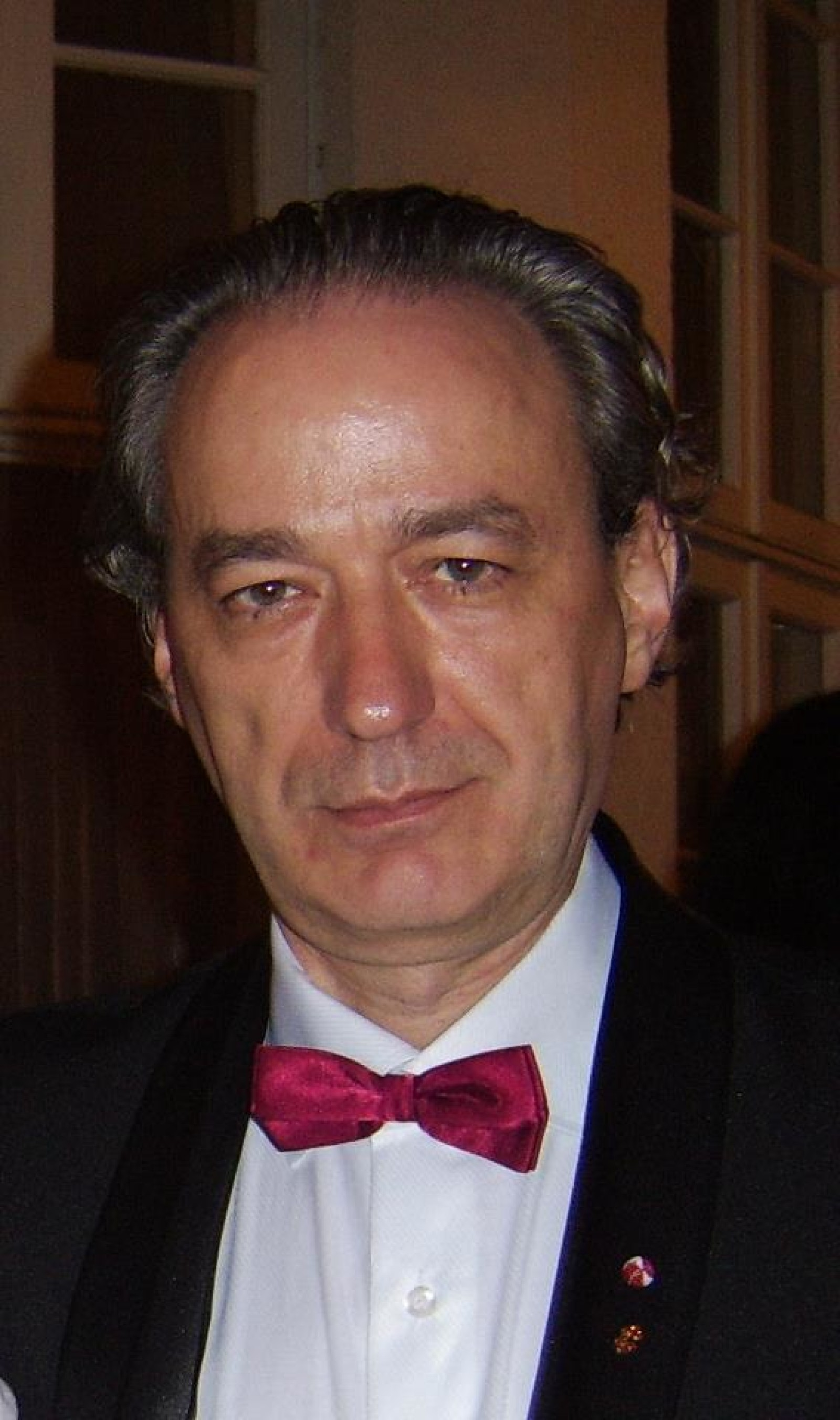
Sergiu Anghel

Sergiu Anghel (n. 12 februarie 1954, Mediaș, Sibiu, România) este profesor universitar dr. la  Universitatea de Artă Teatrală si Cinematografică „Ion Luca Caragiale” din București - Președintele Senatului și director de departament.

## Biografie
Născut în data de 12 februarie 1954 în orașul Mediaș Mama, Alexandrina Serbanescu, nascuta in Bucuresti, a fost economist si se trage dintr-o familie de mici industriasi (tatal, Nicolae Serbanescu si mama, Florica Serbanescu) cu origini in Voila (Fagaras)  Tatal, Anatolie Solovei, nascut in Cazaclia dintr-o familie mixtă (mama româncă basarabeancă, Alexandra Cernilov, si tatăl, probabil evreu dupa nume, Soloway fiind varianta adoptată de cei cu numele Solovei care au migrat în SUA) a fost militar de cariera, comandor in aviatia regală, disponibilizat de comunisti in anul 1946 fiind arestat un an mai tirziu si internat în Lagarul de la Sf. Gheorghe "Pentru organizarea rezistenței militarilor din judetul Târnava Mică impotriva regimului de democratie populara". Bunica paternă, ia numele Anghel, recasatorindu-se, în urma  dispariției soțului în contextul conflictului dintre monarhisti și  bolșevici din timpul Razboiului Civil Rus. 
Este fratele lui Alexander Anghel, doctor in fizică, cercetator principal la  Paul Scherrer Institute, PSI Villigen CH și tatăl Ioanei Sabina Anghel, jurnalist la ziarul Adevarul. 
Casatorit cu Doina Acsinte, fosta prim-balerina a Operei Nationale din Bucuresti  
Sergiu Anghel a urmat cursurile Liceelor de Coregrafie din Cluj și din București. 
Absolvent al Facultății de Litere din București, secția română-franceză cu o lucrare de diplomă în franceză pentru care obține nota maximă:  “Athanor - alchimie des archetypes dans l’oeuvre d’Arthur Rimbaud.” A obtinut titul de doctor in domeniul Teatru (Artele spectacolului) cu lucrarea "Dansul, arhetip cultural". A urmat studii de compoziție coregrafică în Statele Unite la Duke University, Carolina de Nord în cadrul ADF (American Dance Festival) , la New-York cu Linda Turnay, Stuart Hodes, Betty Jones, Carman Moore  și la Amsterdam Summer University cu Richard Fine.
Invitat de USIA (United States Information Agency) în cadrul programului “International visitor Program” 1990.
A fost vicepreședinte al Uniunii Interpreților, Coregrafilor și Criticilor de muzică din România, 1994-1998
Director artistic al Companiei "Orion Balet" - 2002-2012
Director al Departamentului Coregrafie din cadrul Universității Nationale de Artă Teatrală și Cinematografică I.L.Caragiale - București, - 2010-2020 si  președintele Senatului UNATC -2012-2020
Membru fondator și director de proiecte al Fundației „Solidaritatea culturală pentru România” - 2009-2012,
Este președintele Uniunii Artei Coregrafice din Romania. www.unacor.com - 2017-prezent, ,   Starea civilă: căsătorit. Copii: un copil, Ioana Sabina Anghel.

## Premii
- Diploma decernată de Colegiul criticilor muzicali A.T.M. “Pentru împlinirea și lansarea unui stil nou expresiv, în arta noastră coregrafică.” 1981
- Premiul filmului muzical-coregrafic de televiziune decernat de revista “Actualitatea muzicală, în 1992.
- Premiul II  pentru originalitatea și valoarea artistică a creației “Anotimpuri” , la Festivalul internațional de creație coregrafică de la Iași, 1993.
- Premiul UNICEF, pentru unitatea stilistică a baletului „Anotimpuri” de Sergiu Anghel, Iași, 1993
- Premiul Uniunii Interpreților, Coregrafilor și Criticilor de muzică pe anul 1994.
- Premiul Uniunii Interpreților, Coregrafilor și Criticilor de muzică pentru creație coregrafică, 1995.
- Premiul “Teatrului coregrafic” decernat de revista “Actualitatea muzicală” în 1995.
- Premiul pentru investigarea unor noi modalități de expresie coregrafică decernat de Concursul internațional de creație coregrafică, Iași 1997.
- Medalia de aur și trofeul Măslinul de Aur la Festivalul internațional Video-Art (Bar, Muntenegru) 1995.
- Premiul I și Trofeul « Delfinul de Argint » în cadrul Festivalului Concurs Internațional de la Fivizzano, Italia, 1999.
- Mențiune specială a juriului  în cadrul Festivalului internațional de dans de la Fivizzano – Italia 1999.

## Activitate profesională

### Lucrări coregrafice

#### Spectacole de autor

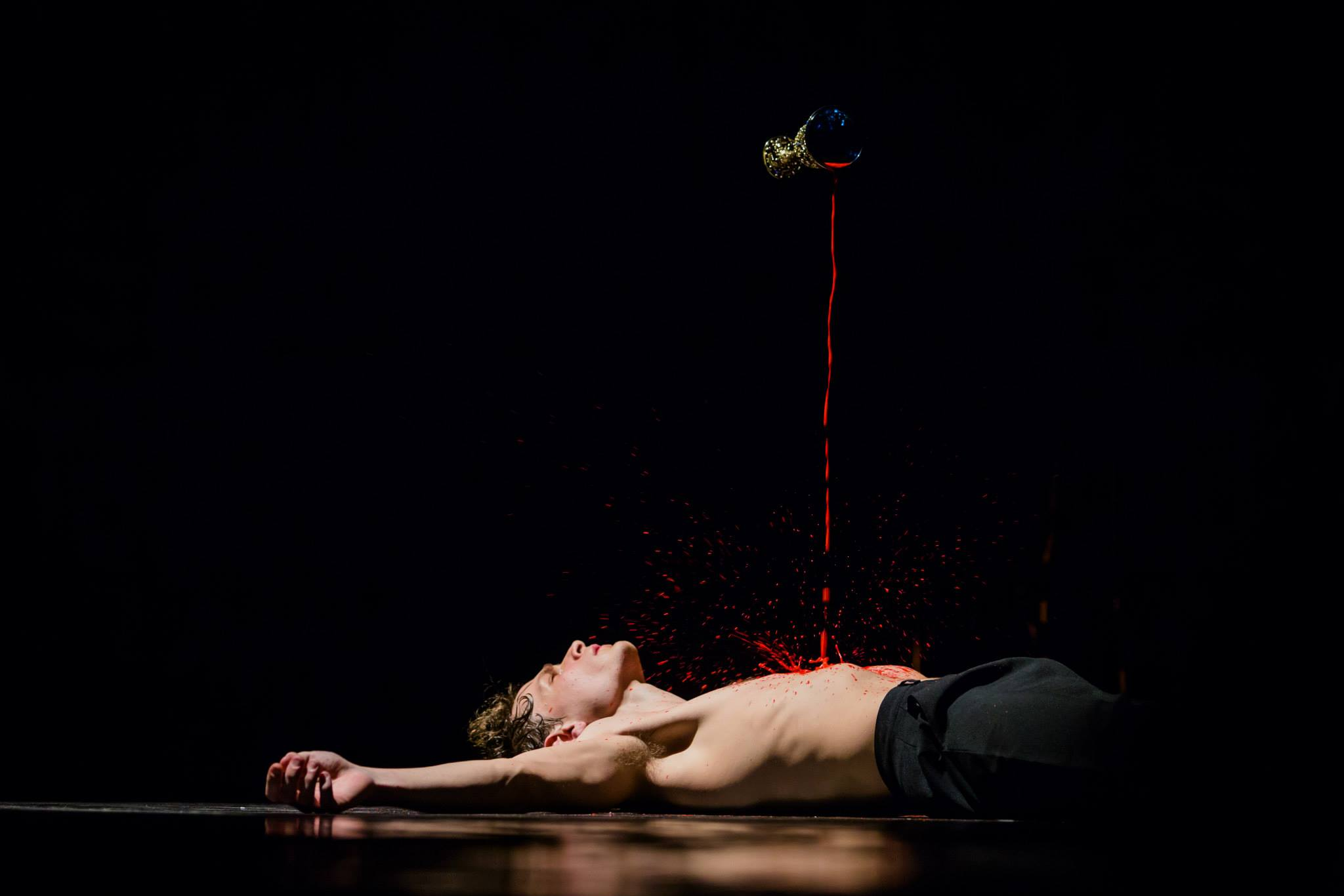

A semnat libretul regia și coregrafia următoarelor spectacole:
“Consens” 1974 la teatrul “Țăndărică” din București, în cadrul spectacolelor “Nocturn 91/2” 
“Oedip” 1977, la teatrul “Țăndărică” din București, în cadrul spectacolelor “Nocturn 91/2” 
“Țara lumii”, 1980 , la Teatrul Mic din București.
“Chemarea copiilor minune”, 1982 la Sala mică a Palatului și pe scena Conservatorului din București.
„În țara codrilor de iarbă”, 1983, pe muzică de Laurențiu Profeta la Teatrul liric din Craiova.
Din 1993 devine director artistic al Companiei Orion Balet a Centrului de cultura “Tinerimea Română” din București.
În această calitate montează spectacolele: 
“Anotimpuri”, pe muzică de A. Vivaldi și T. Wilbrandt, 1h 30 min., (12 interpreți), spectacol a cărui premieră a avut loc la Iași în cadrul Festivalului Internațional Eurodans, 1993 și reluat în stagiune permanentă la Teatrului Odeon din București. 
“Barococo Party”, 1h 30 min., spectacol de teatru-dans, (12 interpreți și trei actori)  pe muzică de Royon Le Mee, pe un text dramatic de Sergiu Anghel, prezentat în deschiderea Festivalului „George Enescu” , 7 sept. 1995.
“Missa Prophana”, 1h 10 min., spectacol de dans contemporan - 11 interpreti - muzica de Ariel Ramirez. Premiera oficiala: Cluj, 26 aprilie 1997 - Scenariul regia și coregrafia: Sergiu Anghel
 “Nostalgia” , 1h 30 min., spectacol de teatru-dans,  - 12 interpreți - colaj muzical de Sergiu Anghel.
„Schițe pentru o serbare de iarnă”  1h 40 min.,  - 12 interpreți - spectacol recital, destinat spațiilor neconvenționale. Premiera a fost dedicată Zilei internaționale a dansului: Casa de cultură a Ministerului de Interne, 28 aprilie 2000.
„Gala extraordinară a dansului” 2h 45., - 30 de interpreți și 2 actori - spectacol recital susținut de „Orion Balet” și invitații săi, prezentat pe scena Teatrului Odeon din București, 27 ianuarie 2002.
„Metropolis”, 50 min., - 24 de interpreți - muzica: A. Piazzola. Producție a Teatrului de balet „Oleg Dansovski” din Constanța. Premiera: Constanța, 1999.
„Furtuna” 2h 30 min., - 24 de interpreți și 4 actori - spectacol de teatru-dans, adaptare după W. Shakespeare de Sergiu Anghel. colaj muzical: Sergiu Anghel. Producție a Teatrului de balet „Oleg Danovski” din Constanța. Premiera: Constanța, 25 iunie 2001.
„Adios Tristetza” 1.30 min., 14 interpreți – muzica: colaj de Sergiu Anghel din opera muzicală a lui A. Piazzola. Producție a Teatrului de balet „Oleg Danovski” din Constanța, scenografia și costumele Ana-Maria Munteanu. Premiera: Constanța, 20 iunie 2004.
„Visul din vis”, 1.15 min., 9 interpreți, - muzica: preclasică, jazz, contemporană.
 "Bloody Body", https://www.youtube.com/watch?v=Ms_hN8i_FP4  1h, 5 interpreti, muzica: colaj de Sergiu Anghel, coregrafia: Sergiu Anghel, costume: Raluca Botez.

#### Piese scurte
Soluția, 5 min., - 3 interpreți - muzica: Marius Constant, Producție TVR, 1988.
Jocuri triste, 5 min. - 4 interpreți - muzica: Mahavishnu Orchestra, Producție TVR 1988.
Singur, 5 min., - 2 interpreți - muzica: Weather Report, Producție TVR, 1988.
Orb, 6 min., - 4 interpreți - muzica: Miles Davis, Producție TVR, 1988.
Agon, 7 min., - 6 interpreți - muzica: W. Mertens, Producție TVR, 1988.
Duh pe deasupra apelor, 9 min., - 5 interpreți - muzica: T. Albinoni, Producție TVR, 1993.
Alb, 7 min., - 6 interpreți - muzica: Mihnea Brumariu. Piesă dedicată dispariției premature a coregrafului francez Dominique Bagouet.
Imemorial, 5 min., - 2 interpreți - muzica: Toby Twining, Producție TVR, 1993.
Noaptea inocenților, 20 min.,  - 14 interpreți - muzica: Carman Moore, Producție TVR, 1993.
Pagini dintr-un jurnal pierdut, 15 min., - 2 interpreți și un actor - muzica: Miles Davis, Producție TVR, 1993.
Naufragiu, 5 min., - 2 interpreți - muzica: W. Mertens, Producție TVR, 1993.
Cantilena, 20 min., - 9 interpreți -  muzica Frescobaldi , Producție TVR, 1995.
Quator pentru trei enoriașe și un spirit păgân pe muzică de Frescobaldi, Producție TVR, 1995.
Telur, 6 min., - 10 interpreți - , muzica: Loreena McKenith.
Dance me, 5 min., - 7 interpreți - muzica: Leonard Cohen.
Șlivovițiu, 3 min., - solo - muzica: G. Bregovic.
Gospel, 4 min., - solo - muzica: M. Jackson.
Viena-vals, 6 min., - 10 interpreți - muzica: Leonard Cohen.
Shaman, 6 min., - solo - muzica: T. Twining.
Ethno, 7 min., - 9 interpreți - muzica: G. Bregovic.

#### Filme TV
„Anotimpuri”, https://www.youtube.com/watch?v=9F9FP5k8iKA2h 15 min., - 30 de interpreți - muzica: A. Vivaldi și T. Wilbrandt. Poem coregrafic. Scenariul și coregrafia: Sergiu Anghel, regia TV Doina Anastasiu, producător, Silvia Ciurescu. Producție TVR, 1991-1995. 
„Iluminări”, https://www.youtube.com/watch?v=hwisjuISSqQ 45 min.,  - 14 interpreți și tenor - muzica: B. Britten. Scenariul și coregrafia: Sergiu Anghel, regia TV Doina Anastasiu, realizator Marga Huss Crăciun. Producție TVR, 1996.

#### Recitaluri TV
"Clipa", 50 min., Coregrafia: Sergiu Anghel. Producție TVR, 1989.
"Peregrinatio", 1h 5 min., Scenariul și coregrafia: Sergiu Anghel, regia TV Doina Anastasiu, producător Silvia Ciurescu. Producție TVR, 1993.

#### Filme
Baletul mecanic, 1h 20 min., Regia: Mihai Popescu, Coregrafia Sergiu Anghel. Film distins cu Premiul I la Festivalul de tehnică cinematografică, Zagreb, 1988.
Nostradamus, mișcare scenică și momente de pantomimă: Sergiu Anghel.
Premium, https://vimeo.com/13033652 40 min., rol principal, regia Alex Ionescu, producție UNATC
Conturul norilor, rol secundar, regia Marius Șopterean.
Cum mi-am petrecut sfârșitul lumii, regia C. Mitulescu

#### Mișcare scenică și coregrafie în cadrul unor piese de teatru
Tinerețe fără bătrânețe de E. Covali, regia Cătălina Buzoianu, la Teatrul Tineretului din Piatra Neamț, 1983.
Zamolxe de L. Blaga, regia Dinu Cernescu, la Teatrul Giulești, 1984.
Furtuna de W. Shakespeare, regia Liviu Ciulei, la Teatrul Bulandra, 1985.
Cădere liberă, regia Cornel Todea, la Teatrul Ion Creangă, 1986.
Richard III,  http://istoric.teatrul-odeon.ro/spectacol/richard-iii?lang=en de W. Shakespeare, regia M. Mănuțiu, la Teatrul Odeon, 1996.
Săptămâna luminată, regia M. Mănuțiu, Teatrul Național din Cluj și Teatrul Odeon, 1996.
Pericle, de W. Shakespeare, regia A. Hauswater, Teatrul Odeon, 1997.
Caravela, regia Tudor Mărăscu, la Teatrul Odeon, 1997.
Copacul, regia Grigore Gonța, proiect finanțat de UNESCO, producție UNATC, prezentată la Paris cu ocazia aniversării a 50 de ani de înființarea UNESCO.
Les mariés de la Tour Effel, de J. Cocteau, Regia Denis Milos, Nancy, 1999. http://www.theatreuniversitairenancy.com/archives1.html Arhivat în 21 august 2016, la Wayback Machine.

#### Regie de teatru
Cartea lui Prospero, adaptare de Sergiu Anghel după piesa Furtuna de W. Shakespeare. Producție UNATC, 1994.
Pânza de păianjen, Text dramatic și regie. Producție a  Teatrului Evreiesc de Stat. 2003.

#### Diverse
Lucrare coregrafică prezentată în deschiderea oficială a Festivalului de muzică ușoară, „Cerbul de Aur” , Brașov, 1993 și 1994.
Lucrare coregrafică prezentată în deschiderea oficială a Festivalului de muzică ușoară de la Mamaia, 1998.
Lucrare coregrafică prezentată în deschiderea Galelor UNITER din anii: 1992, 1993, 1994.
Workshop-ul „ Elemente teatrale în spectacolul de dans contemporan”, Edinbourg, 1998.

## Activitate științifică
Dansul - arhetip cultural, 150p. Studiu antropologic asupra începuturilor dansului. Lucrare de doctorat. https://fr.scribd.com/doc/100960700/Dansul-Arhetip-Cultural-Coperta-1
Scena si scenariul. 230p. Scurta istorie a evolutiei scenotehnicii si compendiu de scenarii coregrafice.https://fr.scribd.com/doc/100964264/Scena-Si-Scenariul-Coperta-1
O violență a nudității, interviu-eseu, Caiete critice, 1992.
22 de martori la destin, Ed. Curtea veche, 2000.
Dicționar de dans, Caiete de balet, Iași, 1986-1989.
După 20 de ani…de dans contemporan, Revista „Scena”, 1990.
Arta regizorului, Revista „Scena” 1998.
Buto - o dramă a integrării, Revista „Scena” 1997.
 Conferința „ Dansul contemporan românesc în contextul european” susținută în calitate de invitat al Royal College of Music, Londra. 1997.
Atelier de creație, în cadrul programului „Uși deschise” organizat de catedra de teatrologie a UNATC, 2001.
Activitate socio-culturalăMembru fondator al grupului de dans contemporan, Contemp, din 1973 până în 1989.
Membru fondator și director de proiecte al Fundației „ Solidaritatea culturală română”.
Vicepreședinte al Uniunii Interpreților, Coregrafilor și Criticilor de muzică din România.
Membru al C.I.D.D. UNESCO
Membru al Comitetului ITI - Bucuresti
Ofiter al Ordinului pentru Invatamint